# Гордан Буноза
Гордан Буноза (босн. Gordan Bunoza; нар. 5 лютого 1988, Любушки) — боснійський футболіст, захисник південнокорейського клубу «Інчхон Юнайтед».
Виступав, зокрема, за клуби «Вісла» (Краків), «Динамо» (Бухарест), а також молодіжну збірну Боснії і Герцеговини.

## Клубна кар'єра
Народився 5 лютого 1988 року в місті Любушки. Вихованець юнацьких команд футбольних клубів «Любушки», «Камен Інград», «Загреб» та «Драва».
У дорослому футболі дебютував 2008 року виступами за команду клубу «Аустрія» (Лустенау), в якій провів жодного сезонів, взявши участь лише у 10 матчах чемпіонату.
Згодом з 2008 по 2010 рік грав у складі команд клубів «Хрватскі Драговоляц» та «Карловац».
Своєю грою за останню команду привернув увагу представників тренерського штабу клубу «Вісла» (Краків), до складу якого приєднався 2010 року. Відіграв за команду з Кракова наступні чотири сезони своєї ігрової кар'єри.
В 2015 році захищав кольори команди клубу «Пескара».
До складу клубу «Динамо» (Бухарест) приєднався 2015 року. Відтоді встиг відіграти за бухарестську команду 6 матчів в національному чемпіонаті.

## Виступи за збірні
2004 року дебютував у складі юнацької збірної Боснії і Герцеговини.
Протягом 2009—2010 років залучався до складу молодіжної збірної Боснії і Герцеговини. На молодіжному рівні зіграв у 9 офіційних матчах.